# Lothar Maier

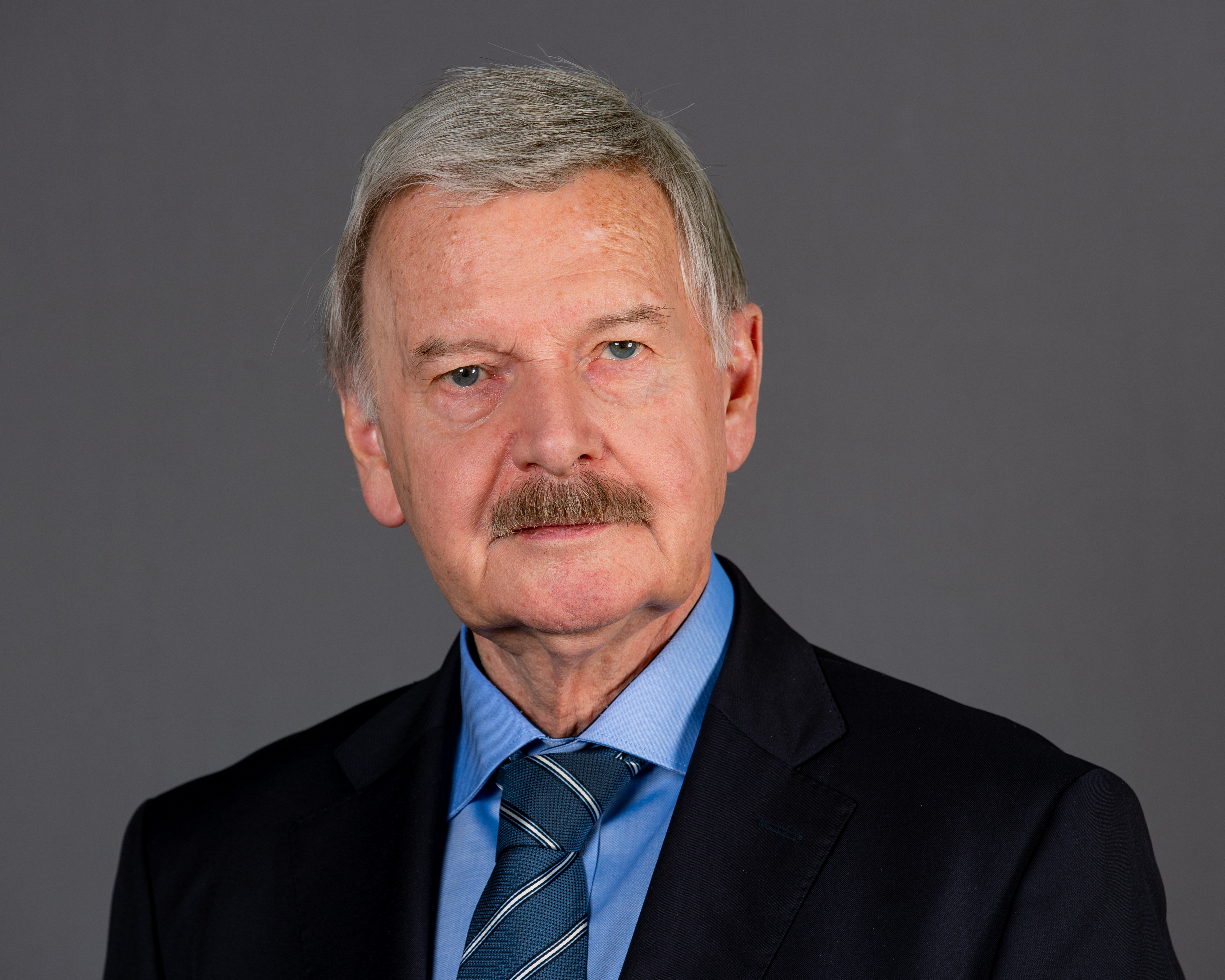
Lothar Maier, 2020

Lothar Peter Maier (* 19. Juni 1944 in Wolfach) ist ein deutscher Wissenschaftler und Politiker. Er war von 1982 bis 2009 Professor an der Hochschule für Angewandte Wissenschaften Hamburg. Von Juli 2015 bis März 2017 war er Sprecher des Landesverbandes Baden-Württemberg der Alternative für Deutschland (AfD). Von September 2014 bis 2018 war er auch einer der beiden Sprecher der Stuttgarter AfD-Gemeinderatsfraktion.

## Leben und Karriere
Lothar Maier wurde als Sohn des Industriekaufmanns Lothar Maier und dessen Frau Martha in Wolfach im Kinzigtal (Baden) geboren. Er wuchs in Stuttgart auf, wo er 1951 eingeschult wurde und 1965 an der Freien Waldorfschule Stuttgart-Uhlandshöhe das Abitur ablegte. Nach dem anschließenden Militärdienst in Landsberg am Lech (Heer) von 1965 bis 1967 studierte Maier seit 1967 Politikwissenschaften, Soziologie und Geschichte in Tübingen und Madrid und legte 1973 in Tübingen die Magisterprüfung ab. Im Februar 1977 wurde er, ebenfalls in Tübingen, mit einer von Klaus von Beyme begutachteten Arbeit über Spaniens Weg zur Demokratie. Formen und Bedingungen der Opposition im autoritären Staat zum Dr. rer. soc. promoviert (Zweitgutachter der Dissertation war Dietrich Geyer). Anschließend war Maier Assistent des Geschäftsführers der Verbraucherzentrale Baden-Württemberg in Stuttgart. Von 1979 bis 1982 war er Geschäftsführer der Verbraucherzentrale Hamburg. Von 1982 bis zu seiner Emeritierung 2009 war er Professor an der Hochschule für Angewandte Wissenschaften Hamburg (HAW) für das Fach Verbraucherpolitik und Methoden der Verbraucherarbeit.
Im Jahre 1990 wurde er in den Präsidialausschuss des „Verbraucherrats des DIN“ berufen, dessen Vorsitzender 2002 er bis zu seinem Ausscheiden aus dem Verbraucherrat im Juni 2011 war. In dem gleichen Zeitraum war er Mitglied des Präsidiums des DIN. Er war zudem Mitglied des Lenkungskreises deutsche Normungsstrategie an der Entwicklung der Deutschen Normungsstrategie (DNS) und im Beirat des NA 173 Normenausschuss Grundlagen der Normungsarbeit (NAGLN). Darüber hinaus hatte er weitere Ehrenämter inne.
Maier war auch auf europäischer und internationaler Ebene tätig: So war er bereits Anfang der 1990er Jahre als Präsident des CCC (Conceil Consultatif des Consomateurs) der EU-Kommission maßgeblich an der Gründung der ANEC, der europäischen Verbrauchervertretung in der Normung, beteiligt, deren deutscher Vertreter er von 2002 bis Mitte 2011 war. Präsident der ANEC war er von 2007 bis 2011.
Darüber hinaus war Maier in mehr als einem Dutzend, vor allem außereuropäischen Ländern an Entwicklungs-Projekten beteiligt. Zuletzt von 2007 bis 2009 als Berater des indischen Verbraucherschutzministeriums. Daneben war er von 2014 bis 2017 Mitglied des Gemeinderates von Stuttgart. Von 2017 bis 2021 war Maier Mitglied des Deutschen Bundestages.
Maier ist ledig und wohnt in Stuttgart.

## Politik
Von 1985 bis 2005 war er Mitglied der SPD. Er war Gründungsmitglied des Kreisverbandes Stuttgart der Alternative für Deutschland sowie dessen erster Vorsitzender. Am 25. Juli 2015 wurde er auf dem Landesparteitag der AfD in Pforzheim zusammen mit Jörg Meuthen und Bernd Grimmer zu einem der drei gleichberechtigten Sprecher der baden-württembergischen AfD gewählt. Beim Landesparteitag der AfD Anfang 2017 in Sulz am Neckar kandidierte er nicht wieder. Seine Nachfolger wurden Marc Jongen und Ralf Özkara. Von 2014 bis Februar 2018 gehörte er als Stadtrat der AfD dem Gemeinderat der Landeshauptstadt Stuttgart als dessen Fraktionssprecher an. Im März 2018 legte er dieses Mandat nieder. Maier trat bei der Bundestagswahl 2017 für die AfD als Direktkandidat im Bundestagswahlkreis Stuttgart II an und zog über Platz 2 der baden-württembergischen AfD-Landesliste in den Bundestag ein.
Im 19. Deutschen Bundestag gehörte Maier als ordentliches Mitglied dem Ausschuss für Recht und Verbraucherschutz sowie als stellvertretendes Mitglied dem Petitionsausschuss, sowie dem Auswärtigen Ausschuss an.
Zur Bundestagswahl 2021 trat Maier nicht erneut an.

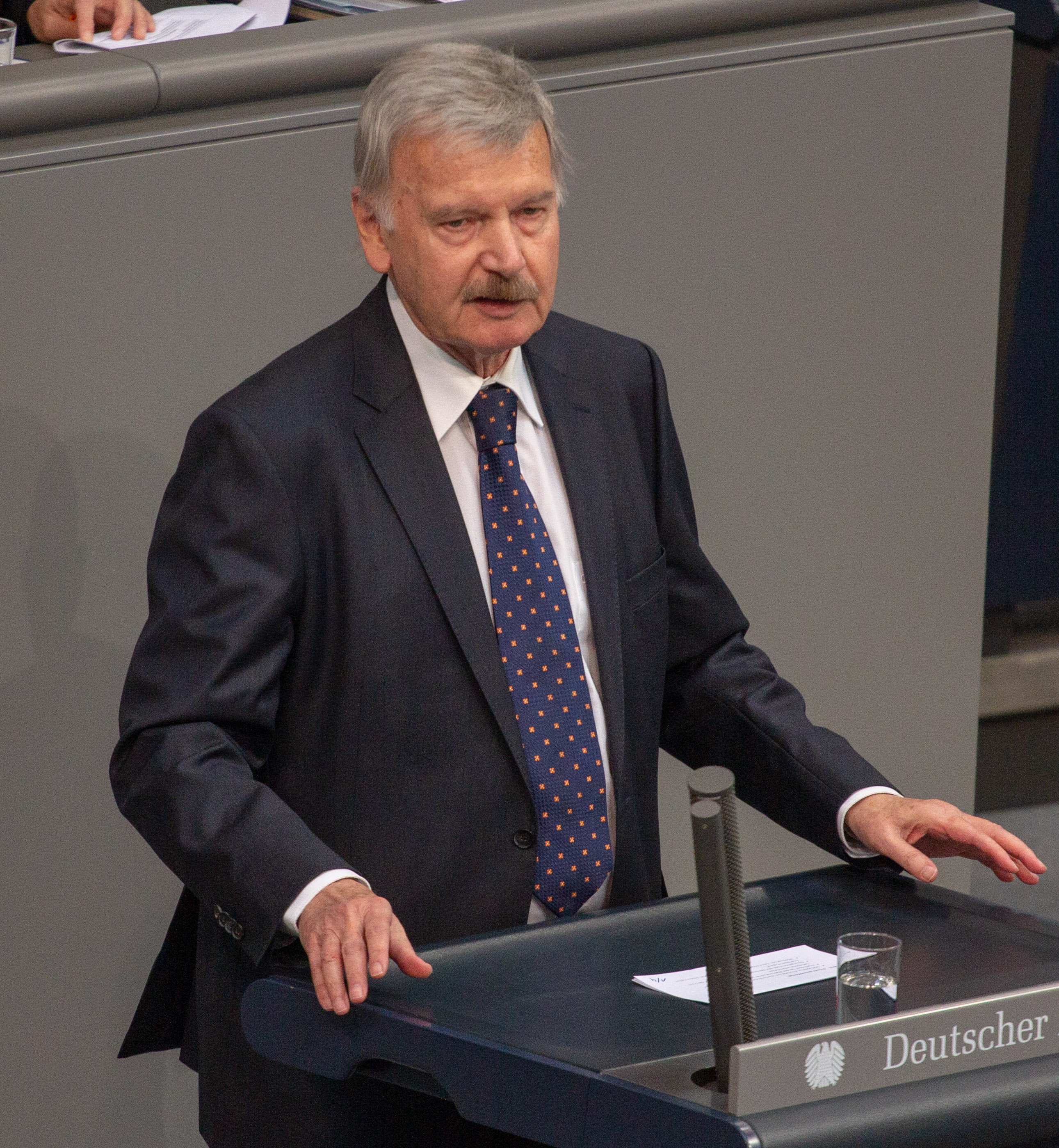
Lothar Maier im deutschen Bundestag im April 2019

## Schriften (Auswahl)
- Spaniens Weg zur Demokratie. Hain, Meisenheim am Glan 1977, ISBN 3-445-01555-4 (Zugl.: Tübingen, Univ., Diss., 1977 u.d.T.: Spaniens Weg zur Demokratie. Formen und Bedingungen der Opposition im autoritären Staat).
- Verbraucherpolitik in der Bundesrepublik Deutschland. Arbeitsgemeinschaft der Verbraucher e.V., Bonn 1984.
- mit Matthias Beimel: Optimierung von Gebrauchsanweisungen. Wirtschaftsverlag NW, Bremerhaven 1986, ISBN 3-88314-512-2.
- Verbraucherpolitik. Friedrich-Ebert-Stiftung, Abt. Polit. Bildung, Bonn 1987.
- Was von Deutschland übrigbleibt. Gerhard-Hess-Verlag, Stuttgart 2021, ISBN 3-87336-703-3.
- Dexit – Zum Für und Wider eines Austritts aus der EU. Gerhard-Hess-Verlag, Bad Schussenried 2022, ISBN 978-3-87336-756-2.